# Hodočašće
Hodočašće (stsl. hod’č’stvo) je putovanje u vjersko svetište (hodočastilište), redovito pješice, koje ima prednost pred putovanjem pomoću prijevoznih sredstava. Odredišta na koja se hodočasti obično su rodna mjesta ili mjesta umiranja svetaca ili utemeljitelja religija. Mjesta Gospinih ukazanja također su među posjećenijim hodočasničkim odredištima. Vjernik koji ide na takvo putovanje naziva se hodočasnikom. Hodočašće je uvijek i društveni događaj, na koji se ponajprije ide iz duhovnih razloga.

## Kršćanstvo
Sveta Zemlja je središte za hodočašća u judaizmu i kršćanstvu, iako kršćani posjećuju mnoga mjesna svetišta u svojim ili drugim zemljama. Katolički svetac zaštitnik hodočasnika je Jakov Zebedejev. U srednjem vijeku značajna hodočasnička odredišta bila su Jeruzalem, Rim, svetište svetog Jakova u Santiagu de Composteli i katedrala u Kölnu, posvećena Svetim trima kraljevima. Hodočašće simbolički predstavlja životni put kršćanina na kojem se trpljenjem i naporom puta dolazi do cilja u mjestu hodočašća. Motivi hodočašća mogu biti molba ili zahvala za neku dobivenu milost ili tjelesnu potrebu, ili pak duhovna okrepa i obnova. Hodočasnička odredišta su svetišta raznih svetaca, Marije, te mjesta čudesnih pojava. Najposjećenija suvremena hodočasnička mjesta su Lourdes, Fatima, Mariazell, Rim i Jeruzalem.
U Hrvatskoj postoji mnoštvo svetišta, a najpoznatije hodočasničko odredište je marijansko nacionalno svetište Majke Božje Bistričke. Od osamdesetih godina 20. stoljeća sve su češća hodočašća hrvatskih (i ostalih) vjernika u marijansko svetište u Međugorju, u susjednoj Bosni i Hercegovini.
U Njemačkoj su četiri najveća marijanska svetišta: Altötting, Kevelaer, Werl i Neviges.

## Židovstvo
Sveta Zemlja je središte za hodočašća u judaizmu. Osobito mjesto poklonstva i molitve je Zid plača, ostatak nekadašnjeg jeruzalemskog hrama koji je dao izgraditi kralj Salomon.

## Islam
U Islamu je Meka najznačajnije mjesto hodočašća. Tamo je izgrađena Ćaba (Kaba), ciglena građevina kojoj se svake godine moli velik broj vjernika. Kaba je pokrivena crnim platnom na kojem je zlatni uvez s arapskim natpisom. Prema muslimanskoj predaji Kaba je prva džamija na Zemlji koju je izgradio Adem. Nakon Ademove smrti obnavlja je Šit, ali je opet razrušena u Nuhovu potopu te su ostali samo temelji. Potom je Alah naredio da je Ibrahim i njegov sin Ismail opet obnove. Obnovili su je donoseći obližnje kamenje te je Ismail donio kamen Hadžerul-esved, kamen koji je bio bijele boje, ali je potamnio od ljudskih grijeha.

## Budizam
Budisti hodočaste na četiri mjesta. Prvo je Budino rodno mjesto Kapilavastu, zatim Bodh Gaya, mjesto gdje je dosegnuo prosvijećenost. Treće odredište je mjesto na kojem je prvi puta propovijedao u Benaresu, a četvrto Kušinagar, gdje je postigao nirvanu.  

## Vanjske poveznice
|  | Zajednički poslužitelj ima još gradiva o temi Pilgrimage |

Mrežna mjesta
- Ante Vučković, Hodočašće i riječ, Crkva u svijetu, sv. 44, br.2, lipanj 2009., Hrčak, hrcak.srce.hr, o hodočašću Benedikta XVI. u Svetu Zemlju
- Leonard Oreč, Hodočašća i hodočasnička svetišta u Bosni i Hercegovini, Bogoslovska smotra, sv. 54, br. 4, veljača 1985., Hrčak, hrcak.srce.hr